# ジェイミー・バーグマン
ジェイミー・バーグマン（Jaime Bergman, 1975年9月23日 - ）はアメリカ合衆国の女優。ユタ州ソルトレイクシティ出身。
プレイボーイ誌のモデルなどを経て、2001年11月24日に俳優のデヴィッド・ボレアナズと結婚。2002年に1児をもうける。

## 出演作

### 映画
- エニイ・ギブン・サンデー Any Given Sunday (1999)
- 60セカンズ Gone in Sixty Seconds (2000)
- ボア vs パイソン（英語版） Boa vs Python (2004)

### テレビ
- サン・オブ・ザ・ビーチ Son of the Beach (2000-2002)
- ドーソンズ・クリーク Dawson's Creek (2002)
- エンジェル Angel (2004) アマンダ役